# Hercule et Omphale (Gentileschi)
Pour les articles homonymes, voir Hercule et Omphale.
Hercule et Omphale est un tableau réalisé par la peintre italienne Artemisia Gentileschi vers 1635-1637. De format horizontal, cette huile sur toile est une peinture mythologique qui représente Hercule et Omphale en présence de Cupidon et de courtisanes lydiennes. Dans une inversion des genres propre à l'épisode illustré, le héros grec y figure tenant un fuseau tandis que c'est son hôtesse qui porte sa massue et sa peau de lion. L'œuvre est conservée au palais Sursock, à Beyrouth, au Liban. Endommagée lors de l'explosion survenue au port le 4 août 2020, elle a été restaurée par le J. Paul Getty Museum de Los Angeles, aux États-Unis.